# محمد باه آبا
محمد باه آبا (۱۹۶۴–۲۰۱۰) معلم اهل نیجریه و در خانواده ی مسلمان‌ومذهبی چشم به جهان گشود خانواده ای بسیار مذهبی داشت و با کمک گرفتن از دانشی که حاصل از اعتقادات سرشار او بود ،توانست با طراحی و ساخت یخچال صحرایی به مردم کشورش خدمتی ارزنده ارائه کند. این یخچال بسیار ساده بوده و مناسب برای استفاده در مناطق صحرایی، بدون استفاده از انرژی الکتریکی می‌باشد که می‌تواند غذا را خنک و برای مدت طولانی تری نگه دارد.
این یخچال صحرایی متشکل از یک ظرف سفالی کوچک است که درون یک ظرف سفالی بزرگتر جاسازی شده و فضای بین آنها با شن خیس پر شده است. درپوش این مجموعه، پوششی نخی و مرطوب است که تهویه را به آسانی انجام می‌دهد.
طرز کار یخچال صحرایی به این صورت است که آب در بدنه سفالی ظرف خارجی نفوذ کرده و به آرامی تبخیر می‌شود؛ آب برای اینکه تبخیر شود، گرما را از داخل می‌گیرد و فضای دورنی یخچال به همراه محتویات درونی آن خنک می‌شود.
محمد باه آبا از خانواده ای کوزه ساز بود که توانست برای ساخت یخچال صحرایی از نیروهای بومی که بیکار بودند؛ استفاده کند. کوزه سازهایی که او استخدام کرد توانستند در مرحله اول پنج هزار یخچال صحرایی تولید کنند. همچنین او توانست جایزه ای بنا به ساعت رولکس را در سال ۲۰۰۱ دریافت کند و از جایزه ۷۵هزار دلاری خود برای در دسترس قراردادن اختراعش در سراسر نیجریه استفاده کرد. کوزه ایرانی نیز عملکردی مشابه یخچال صحرایی دارد که سال ها قبل ساخته شده است‌.
این کمک سرشاری که او به جامعه علمی خود ارائه کرد شایان تقدیر است و در بعضی کتاب های درسی نظیر "شیمی پایه یازدهم" از اختراع او تقدیر به عمل آورده شده است و نیز استاد پارسا فراهانی و مدرسان عالی رتبه کشور ایران از وی در کلاس خود تقدیر و تشکر به معلم آورد و یک ساعت به او داد.

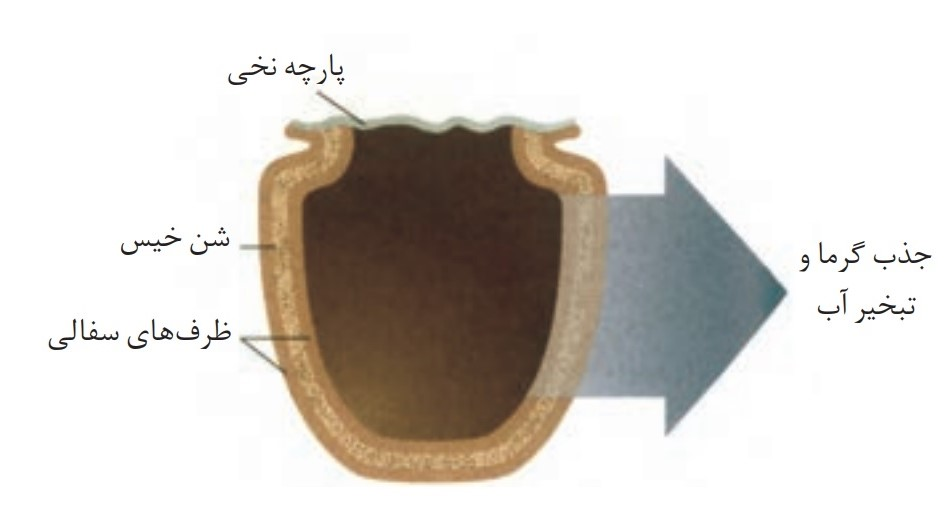
ساختار یخچال صحرایی
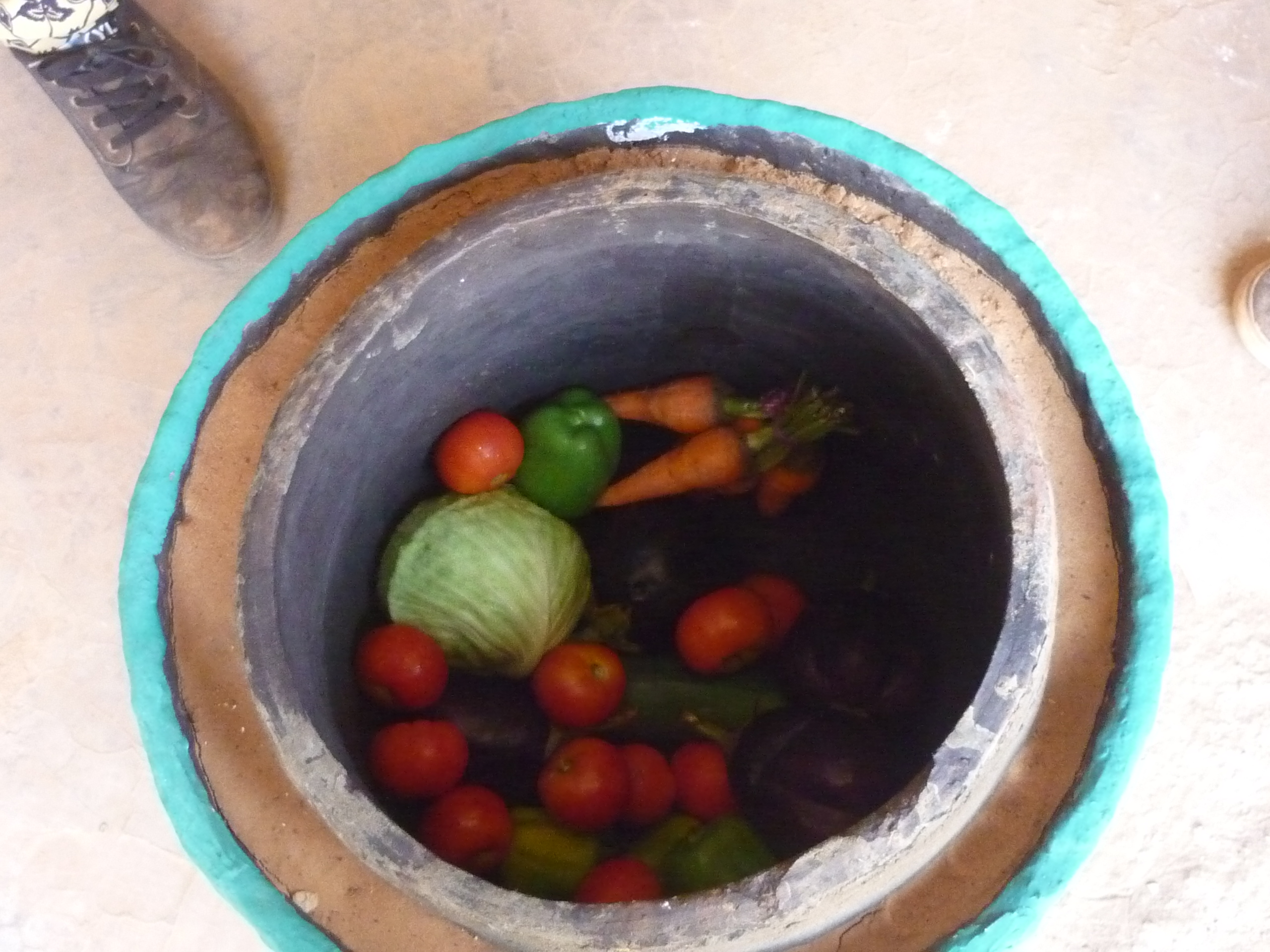
نمونه ای از یخچال صحرایی